# Монарда трубчаста
Монарда трубчаста (лат. Monarda fistulosa) — багаторічник, типовий вид. роду монарда родини глухокропивові. У дикому вигляді росте у Північній Америці, культивується у субтропічних районах планети.

## Ботанічний опис
Багаторічна рослина висотою до 110 см.
Від кореневищ відходять добре розвинені мочки придаткових коренів.
Численні чотиригранні пагони, тонкі, добре облиствені, зелені, світло-зелені або червонуваті до коричневих.
Листки довгасто-яйцеподібні, тонкі, зубчасті, чергові. За забарвленням ідентичні пагонам.
Квітки двостатеві, зібрані у суцвіття типу головки діаметром 3-5 см, розташовуються на кінцях гілок. Віночок та квіти від білих до темно-червоних.

## Застосування
Монарда трубчаста використовується як медонос, лікарська та декоративна рослина.

## Хімічний склад рослини
Ефірна олія монарди трубчастої було проаналізоване за допомогою мас-спектрометрії та було виявлено вміст цимолу (32.5%), карвакролу (24.0%), тимолу (12.6%), аліфатичного альдегіду (6.3%), диметилового етеру карвакролу (5.5%), α-pinene (3.5%), β-pinene (2.9%), гідрату сабінену (1.9%), терпинену (1.7%)та ін..